# Arquitectura de estilo Reina Ana en Estados Unidos

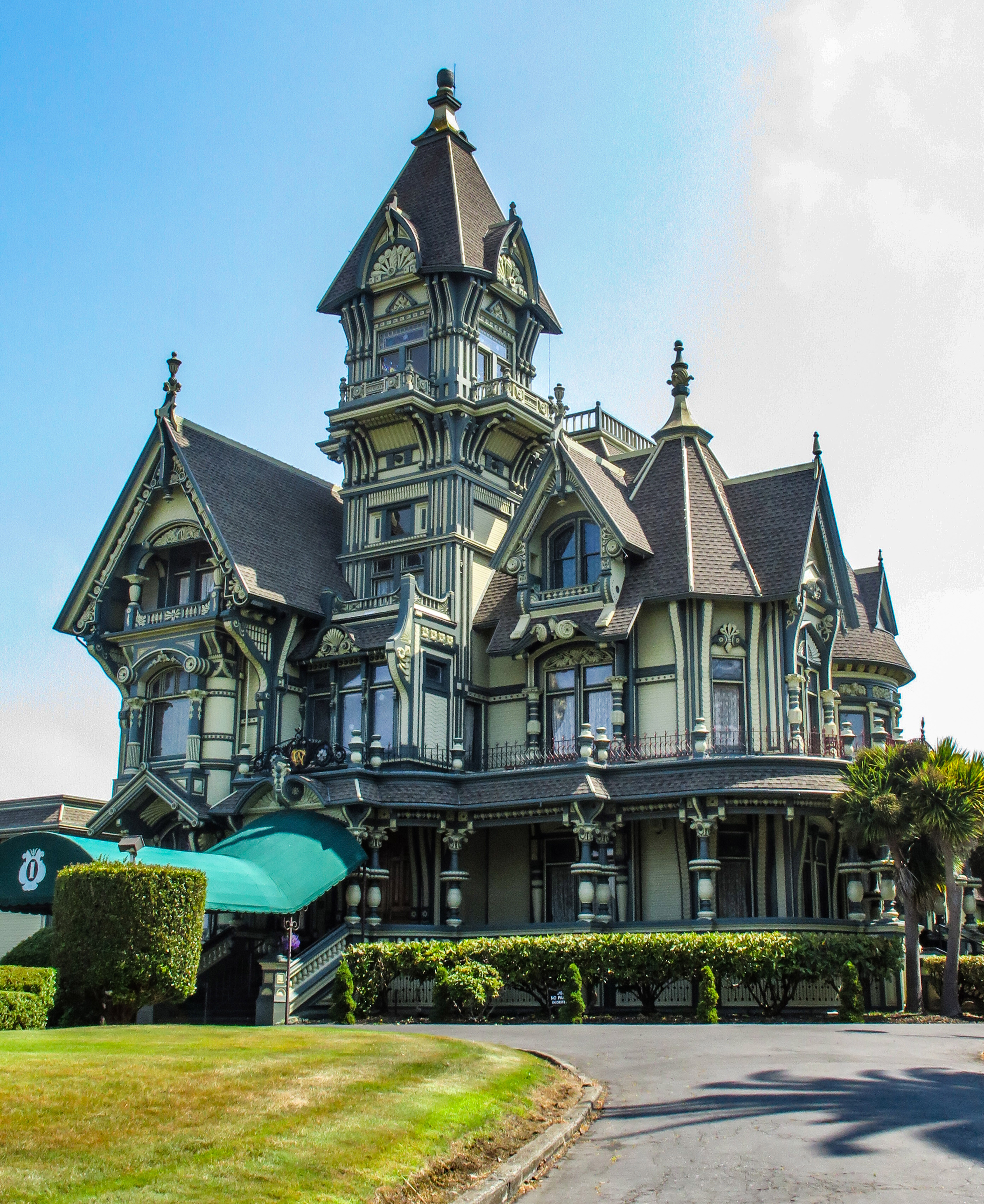
La Mansión Carson en Eureka, se considera uno de los mejores ejemplos de arquitectura de estilo reina Ana estadounidense,

La arquitectura de estilo Reina Ana (en inglés: Queen Anne style architecture) fue uno de los varios estilos arquitectónicos victorianos populares que surgieron en los Estados Unidos durante el período de aproximadamente 1880 a 1910. Popular allí durante esa época, siguió al estilo Eastlake y precedió a los estilos  románico richardsoniano y Shingle.
El estilo casi no tiene relación con la arquitectura de estilo Reina Ana original en Gran Bretaña (una versión atenuada del barroco inglés que se usó principalmente para las grandes casas de la nobleza) que apareció durante la época de la reina Ana, que reinó desde 1702 hasta 1714, ni del revival que lo imitaba (que apareció allí a finales del siglo XIX).
El estilo estadounidense cubre una amplia gama de edificios pintorescos con detalles del «Renacimiento libre» (no neogótico), en lugar de ser un estilo específico por derecho propio.
La etiqueta «Queen Anne», como una alternativa tanto al estilo de origen francés Segundo Imperio y menos «doméstica» que el  estilo Beaux-Arts, en Estados Unidos se aplica ampliamente a la arquitectura, al mobiliario y a las artes decorativas de la época de 1880 a 1910. Algunos elementos arquitectónicos del estilo, como el porche delantero envolvente, continuaron encontrándose en la década de 1920.

## Descripción general

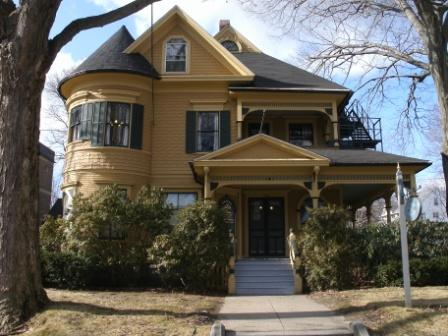
Casa James Alldis, construida en 1895.

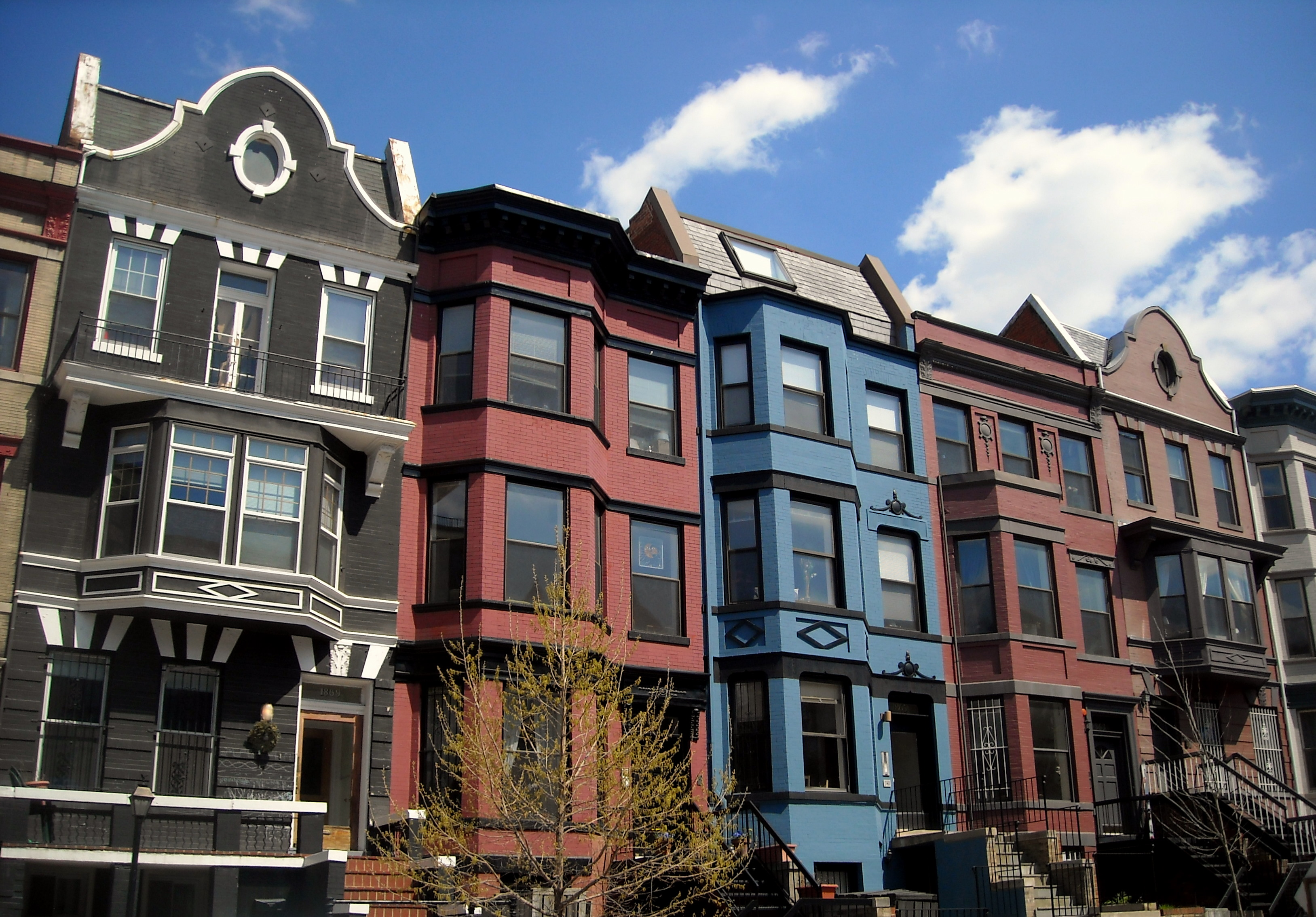
Casas adosadas de estilo Reina Ana en el barrio de Adams Morgan de Washington D. C..

Los edificios de estilo Reina Ana en los Estados Unidos se pusieron de moda durante la década de 1880, reemplazando al Segundo Imperio de origen francés como el «estilo del momento». La popularidad del alto estilo disminuyó a principios de la década de 1900, pero algunos elementos continuaron encontrándose en los nuevos edificios hasta la década de 1920, como el porche delantero envolvente (a menudo en forma de «L»).

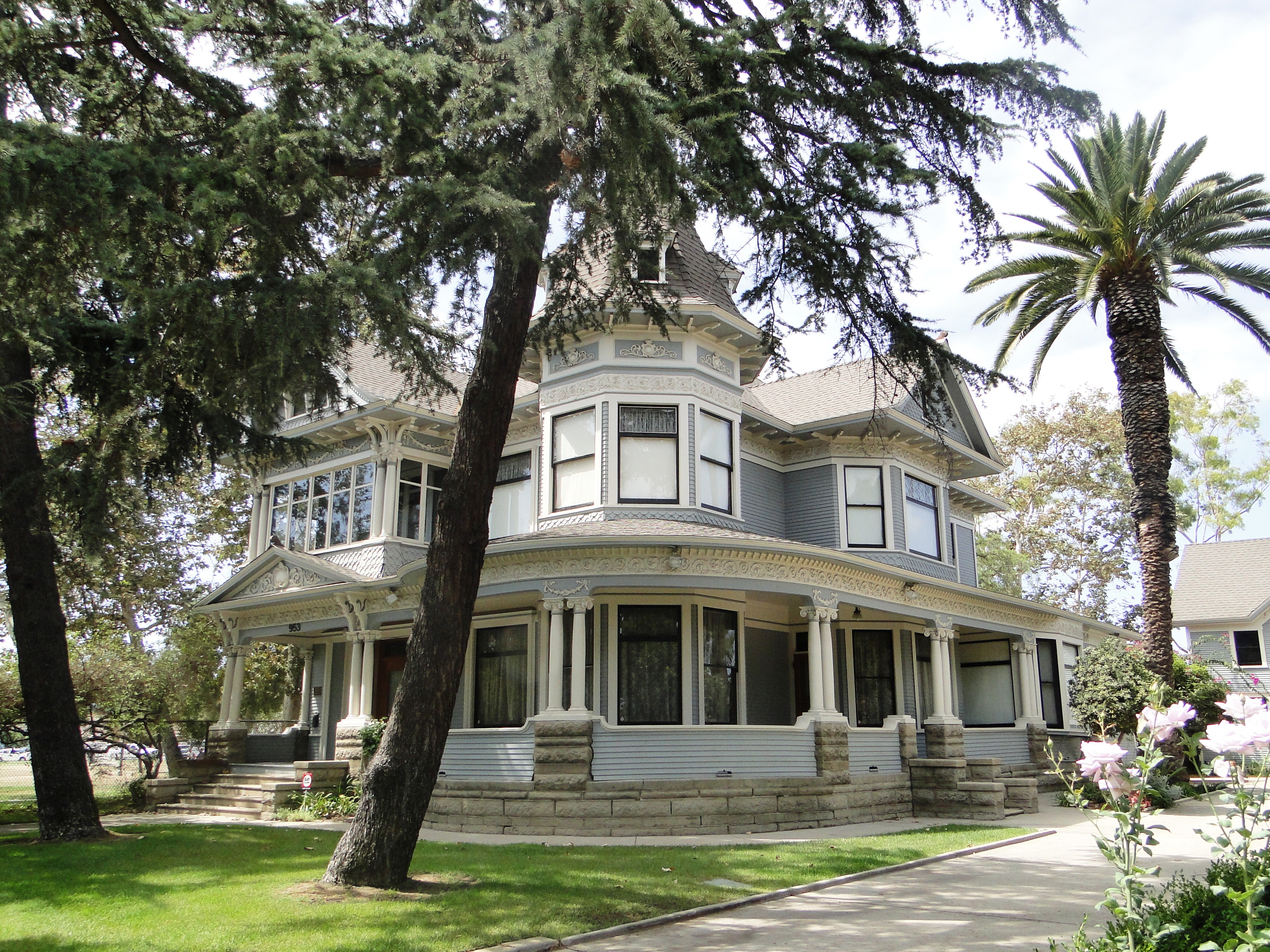
Casa Bembridge (1906), Long Beach, California.

Algunas de las características que distinguen al estilo Reina Ana estadounidense son:
- fachadas asimétricas;
- gabletes frontales dominantes, a menudo en voladizo por delante del plano de la pared de abajo;
- aleros colgantes;
- torres redondas, cuadradas o poligonales;
- gabletes de volutas neerlandeses;
- porches que cubren parte o toda la fachada frontal, incluidas la zonas de entrada principales;
- porches de dos plantas o balconadas;
- porches con frontones;
- muros con diferentes texturas, como tejas de madera estampadas con diferentes diseños, con escamas de pez, tejas de terracota, paneles en relieve o tejas de madera sobre ladrillos, etc.;
- dentellones;
- columnas clásicas;
- trabajo de husillo;
- ventanas miradores (oriel) y huecos vidriados;
- bandas horizontales de ventanas emplomadas;
- chimeneas monumentales;
- balaustradas pintadas;
- techos de madera o de pizarra
- jardines frontales con vallas de madera.

## Ejemplos

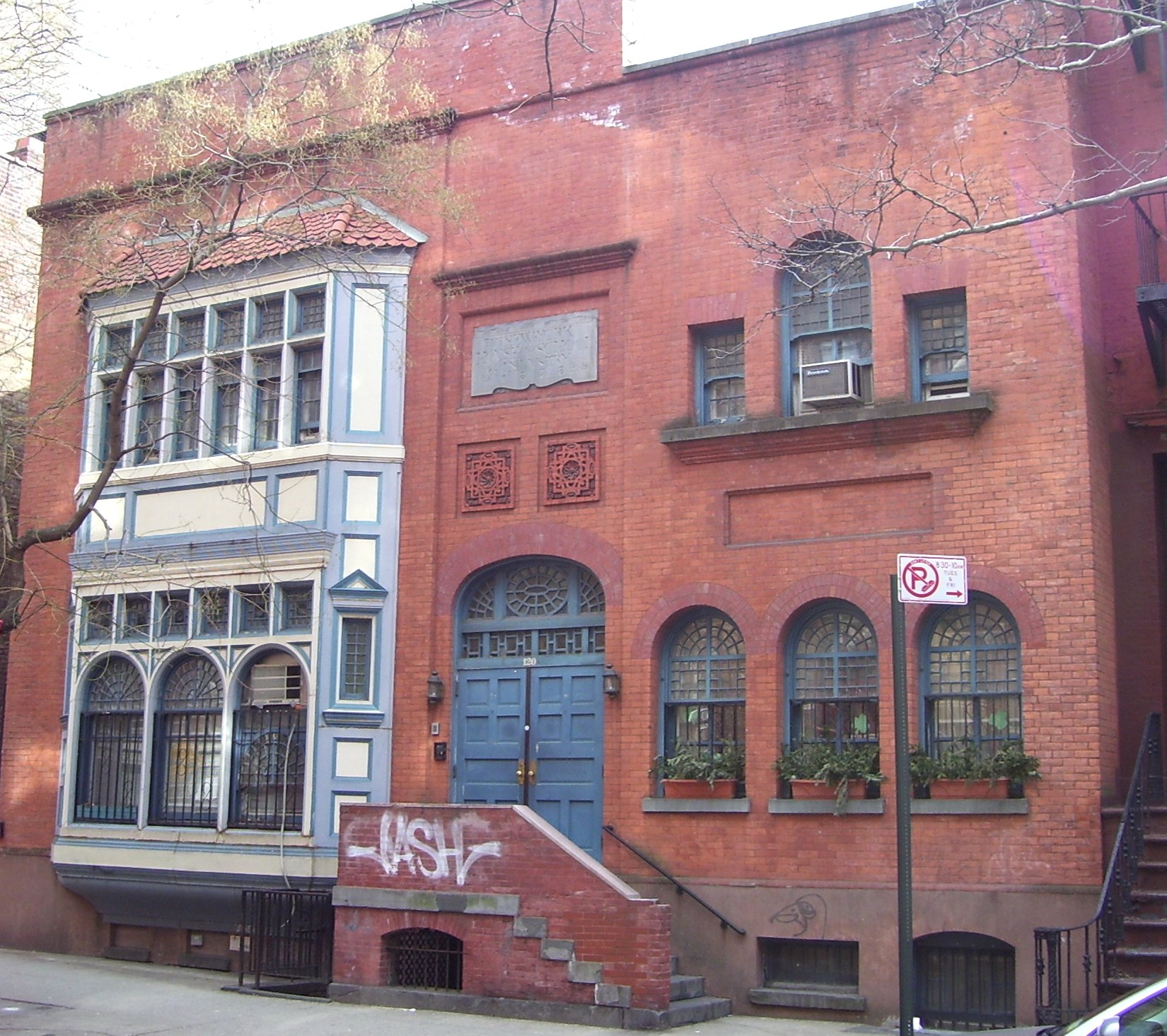
La antigua Casa y Escuela de Industria en el 120 West 16^{th} Street en Nueva York.

El original y británico estilo Reina Ana del siglo XIX, que había sido formulado allí por Norman Shaw y otros arquitectos, llegó a la ciudad de Nueva York con la nueva sede de la Casa y Escuela de Industria de Nueva York, erigida en 1878 en el 120 West 16th Street según diseño de Sidney V. Stratton. Los apartamentos Astral que se construyeron para albergar a los trabajadores en Brooklyn en 1885-1886, son otro buen ejemplo de la arquitectura Reina Ana de ladrillo rojo y terracota en Nueva York. Las estaciones de E. Francis Baldwin para el Ferrocarril de Baltimore y Ohio también son ejemplos familiares del estilo, construidas de formas diversas con ladrillos y madera.
Con gabletes y de escala doméstica, esas primeras casas estadounidenses de estilo Reina Ana se construyeron con ladrillos cálidos y suaves, encerrando paneles cuadrados de terracota, disponiendo un pasaje lateral con arcadas que conducía a un patio interior y a una casa trasera. Sus detalles se limitaban en gran medida al tratamiento de las ventanas dispuestas pintorescamente, con hojas superiores de paneles pequeños y hojas inferiores de vidrio plano. Se proyectaron con frecuencia ventanas triples de motivo serliano y ventanas oriel de dos pisos que se disponen asimétricamente.
La residencia estadounidense más famosa de estilo Reina Ana es la Mansion Carson (1884-1886) en Eureka, California. Newsom y Newsom, notables constructores-arquitectos de casas y edificios públicos en California en el siglo XIX, diseñaron y construyeron esta casa de 18 habitaciones para William Carson, uno de los primeros barones madereros (lumber barons) californianos.

### Clásico libre
Después de 1885, el uso del acabado de estilo Eastlake (por el arquitecto y escritor británico Charles Eastlake (1836-1906)) cambió por el acabado «clásico libre» o neocolonial, incluidas entradas con frontones y ventanas palladianas.

### Cottages Queen Anne

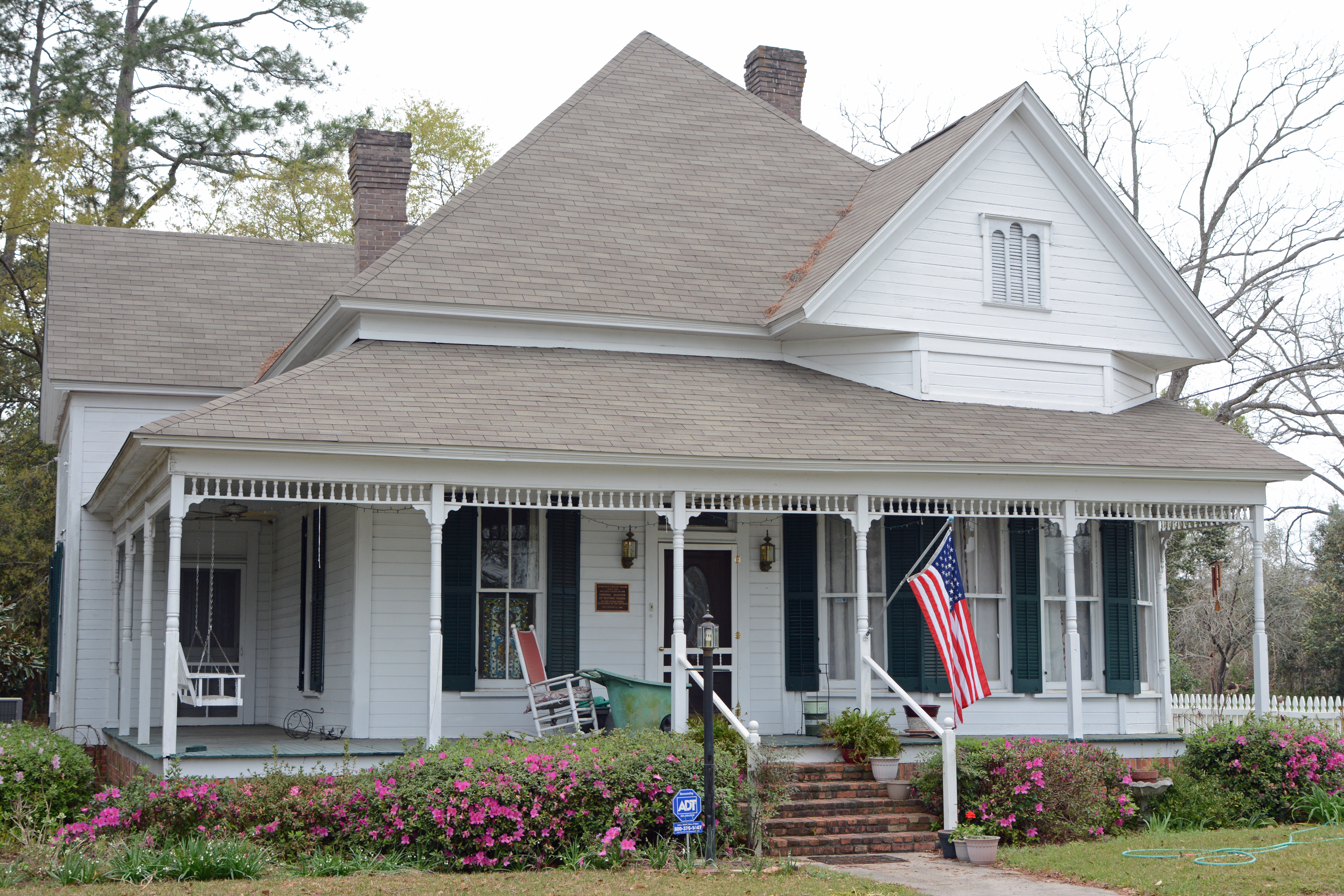
Casa William G. Harrison, un cottage de estilo Reina Ana.

También el estilo Reina Ana se aplicó en casas más pequeñas y algo más sencillas. La casa William G. Harrison es un buen ejemplo, construida en 1904 en la zona rural de Nashville (Georgia). Se construyeron muchos cottages de estilo Queen Anne en las décadas de 1880 y 1890 para la clase media, tanto en áreas urbanas como rurales, y su popularidad en las áreas rurales continuó hasta principios de los años 1900. Las principales características son:
- casas de una única planta;
- porches envolventes con postes torneados, soportes decorativos y husillos;
- plantas cuadradas con frontones sobresaliendo en el frente y en los lados;
- cubiertas piramidales o a cuatro aguas que expresan un macizo piramidal;
- habitaciones asimétricas sin pasillos centrales;
- chimeneas ubicadas en el interior;
- detalles interiores, como marcos de puertas, marcos de ventanas, revestimientos de madera y repisas de chimenea;

### Estilo Shingle

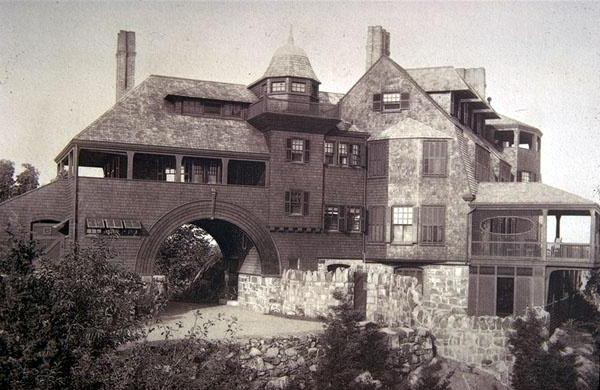
Kragsyde, Manchester-by-the-Sea, Massachusetts (1883, demolida en 1929), obra de Peabody and Stearns.

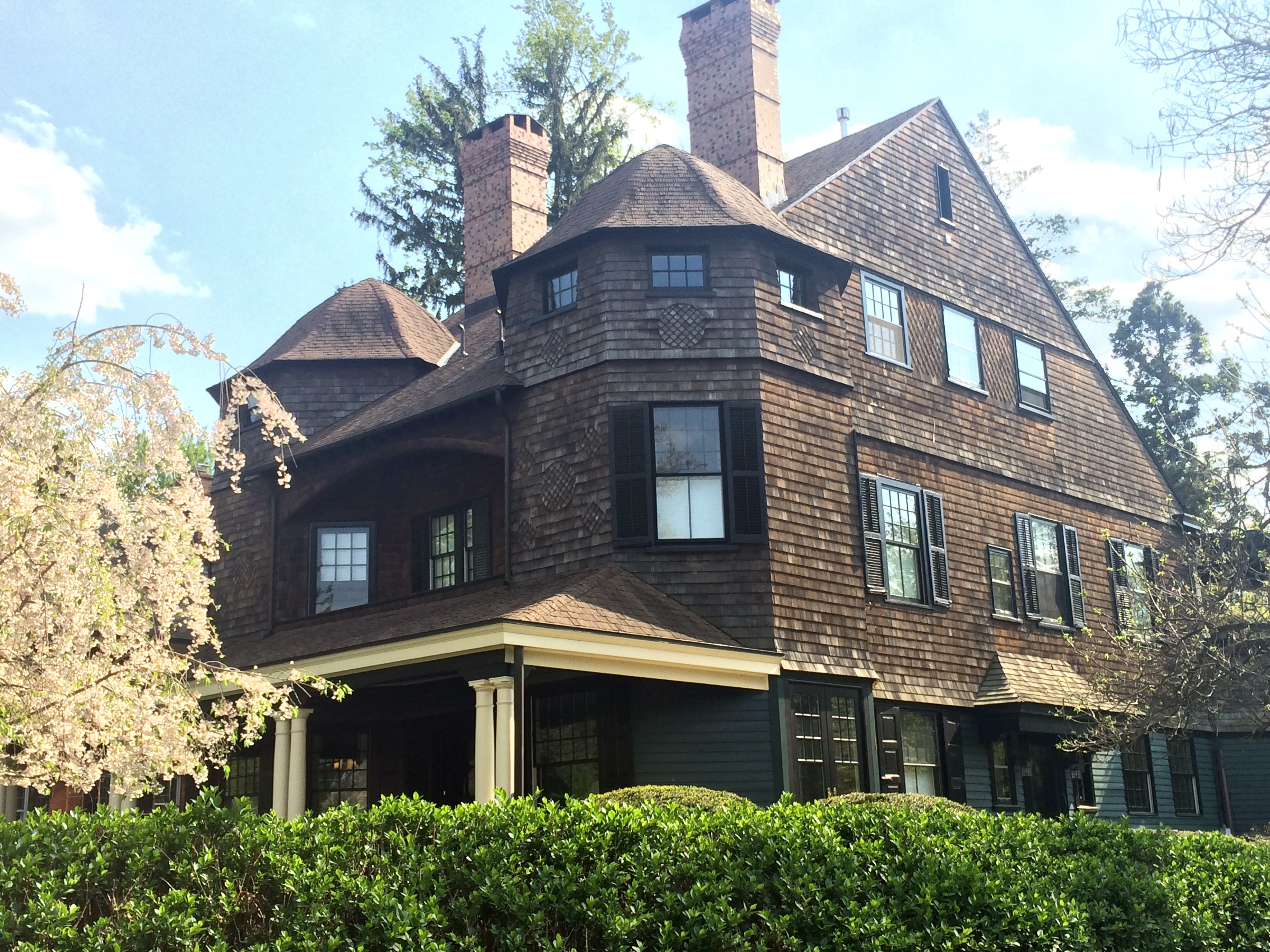
la casa de William Berryman Scott (1888), diseñada por A. Page Brown, en el 56 Bayard Lane, Princeton, Nueva Jersey, en el distrito histórico de Princeton.

El estilo Shingle (shingle es una tablilla o teja de madera) en Estados Unidos se hizo popular con el surgimiento de la escuela de arquitectura de Nueva Inglaterra, que evitó los patrones altamente ornamentados del estilo Eastlake. En el estilo Shingle, la influencia inglesa se combinaba con el renovado interés por la arquitectura colonial americana que siguió a la celebración del Centenario en 1876. Los arquitectos emularon las superficies lisas y con tejas de las casas coloniales, así como su agrupación, ya fuese en el hastial simple de la  Casa Low proyectada por McKim, Mead & White o en la compleja masa de Kragsyde, que parecía casi como si una casa colonial se hubiera expandido imaginariamente durante muchos años. Esta impresión del paso del tiempo se vio reforzada por el uso de tejas. Algunos arquitectos, para lograr un aspecto desgastado en un edificio nuevo, incluso hicieron que las escamas de cedro se sumergieran en suero de leche, se secaran y luego se instalaran, para dejar un tinte grisáceo en la fachada.
El estilo Shingle también transmitía la sensación de toda la casa como un volumen continuo. Este efecto del edificio como envolvente del espacio, en lugar de una gran masa, se vio reforzado por la tensión visual de las superficies planas de tejas, la forma horizontal de muchas de las casas y el énfasis en la continuidad horizontal, tanto en los detalles exteriores y en el flujo de espacios dentro de las casas.
La ya citada McKim, Mead & White y Peabody and Stearns fueron dos de las firmas notables de la época que ayudaron a popularizar el estilo Shingle, gracias a los encargos de los ricos y acomodados para erigir grandes "cabañas junto al mar" en lugares como Newport, Rhode Island. Sin embargo, la casa de estilo Shingle más famosa construida en Estados Unidos fue "Kragsyde" (1882), la casa de verano encargada por el bostoniano G. Nixon Black, obra de Peabody and Stearns. Kragsyde se construyó sobre la costa rocosa cerca de Manchester-By-the-Sea, Massachusetts, encarnando todos los principios posibles del estilo Shingle.
Muchos de los conceptos del estilo Shingle fueron adoptados por Gustav Stickley y adaptados a la versión estadounidense del movimiento Arts and Crafts.